# Jay Newman
 (janvier 2012).
Si vous disposez d'ouvrages ou d'articles de référence ou si vous connaissez des sites web de qualité traitant du thème abordé ici, merci de compléter l'article en donnant les références utiles à sa vérifiabilité et en les liant à la section « Notes et références ».
Jay Newman (28 février 1948 - 17 juin 2007) était un philosophe et professeur à l'Université de Guelph, à Guelph, en Ontario.
Il commence à enseigner à l'Université de Guelph en 1971, où il a enseigné jusqu'à sa mort. Ses domaines d'étude (et ses 11 livres) incluent la philosophie de la religion, la philosophie de la culture et l'éthique de la communication de masse. Il est devenu citoyen canadien dans les années 1980. En 1995, il a été nommé Fellow de la Société Royale du Canada et il a été président de la Société théologique canadienne. Il a reçu un Distinguished Alumnus Award d'Honneur du Brooklyn College en 1988 et a été récipiendaire du Prix du Président de l'Université de Guelph comme professeur émérite en 2001.
L'Université de Guelph a créé à sa mémoire le Prix Jay Newman for Academic Integrity. En 2009, la Société théologique canadienne a inauguré la conférence commémorative Jay Newman sur la philosophie de la religion.
Newman était un passionné des œuvres de Gilbert et Sullivan et a écrit plusieurs articles sur WS Gilbert et les Savoy opera (en).
Il est mort en 2007 d'un cancer à l'âge de 59 ans.